# Sociedad Anónima Laboral de Transportes Urbanos de Valencia

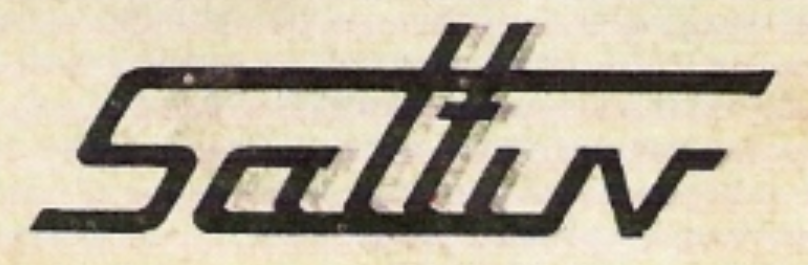
Logo de SALTUV

SALTUV son las siglas de la Sociedad Anónima Laboral de Transportes Urbanos de Valencia, que tenía por objeto parte del transporte público de la ciudad de Valencia y la población próxima de Mislata.
Es la antecesora de la actual EMT en Valencia (Empresa Municipal de Transportes).

## Fundación
Debido a la imposibilidad de hacer frente a las continuas pérdidas económicas, la Compañía de Tranvías y Ferrocarriles de Valencia (CTFV) dio de manera anticipada en 1964 sus concesiones de ferrocarril al estado (FEVE) y las de tranvías, autobuses y trolebuses de Valencia a SALTUV.

## Campo de negocio
La SALTUV se dedicaba a gestionar la circulación de tranvías, autobuses y trolebuses en la Ciudad de Valencia y Mislata. Legalmente era una empresa laboral donde los empleados eran dueños de dos acciones de la empresa, y las restantes pertenecían a FULTUV (Fundación Laboral de Transportes Urbanos de Valencia); el Consejo Directivo de SALTUV, a la vez, era también Administrador de la fundación FULTUV.

## Parque móvil
Esta empresa tenía en propiedad numerosos autobuses, tranvías y trolebuses. De los cuales, estos últimos dejaron de circular en la ciudad definitivamente el 22 de mayo de 1976.
Los tranvías desaparecieron anteriormente, el 20 de junio de 1970, aunque volverían el 21 de mayo de 1994 ya bajo la propiedad de FGV.
Respecto a los trolebuses, todavía no hay proyecto de que vuelvan a la ciudad de Valencia aunque en Castellón de la Plana se inauguró una línea de trolebuses en 2014 (TVRCas).

## Cronología
1964, se crea la Sociedad Anónima Laboral de Transportes Urbanos de Valencia (SALTUV) el 1 de julio, dejando de circular el tranvía urbano de la línea 7.
1970, circulación de los últimos tranvías de Valencia que pertenecían a esta empresa el día 20 de junio, respectivos a las líneas: 1, 2, 3 y 4.
1976, circulación del último trolebús en Valencia que pertenecía a SALTUV el 22 de mayo, operativo en la línea 5.
17 de enero de 1986, SALTUV desaparece a causa de que el Ayuntamiento de Valencia no hace frente a sus compromisos de pagos pactados desde 1964 y ante la enorme deuda del Ayuntamiento a la empresa, se declaró la suspensión de pagos. El Ayuntamiento se encarga del transporte público de la ciudad y crea la EMT haciéndose cargo del parque móvil de SALTUV.

## Enlaces
- Historia de Saltuv, antecedentes Archivado el 25 de septiembre de 2010 en Wayback Machine.
- Historia de Saltuv, tranvías Archivado el 25 de septiembre de 2010 en Wayback Machine.
- Historia de Saltuv, autobuses y trolebuses Archivado el 25 de septiembre de 2010 en Wayback Machine.
- Historia de Saltuv, EMT Archivado el 25 de septiembre de 2010 en Wayback Machine.
- Tranvías, Trolebuses y Autobuses de Valencia (CTFV, Saltuv, EMT)

- Datos: Q3459181
- Multimedia: Saltuv / Q3459181